# Solidificazione

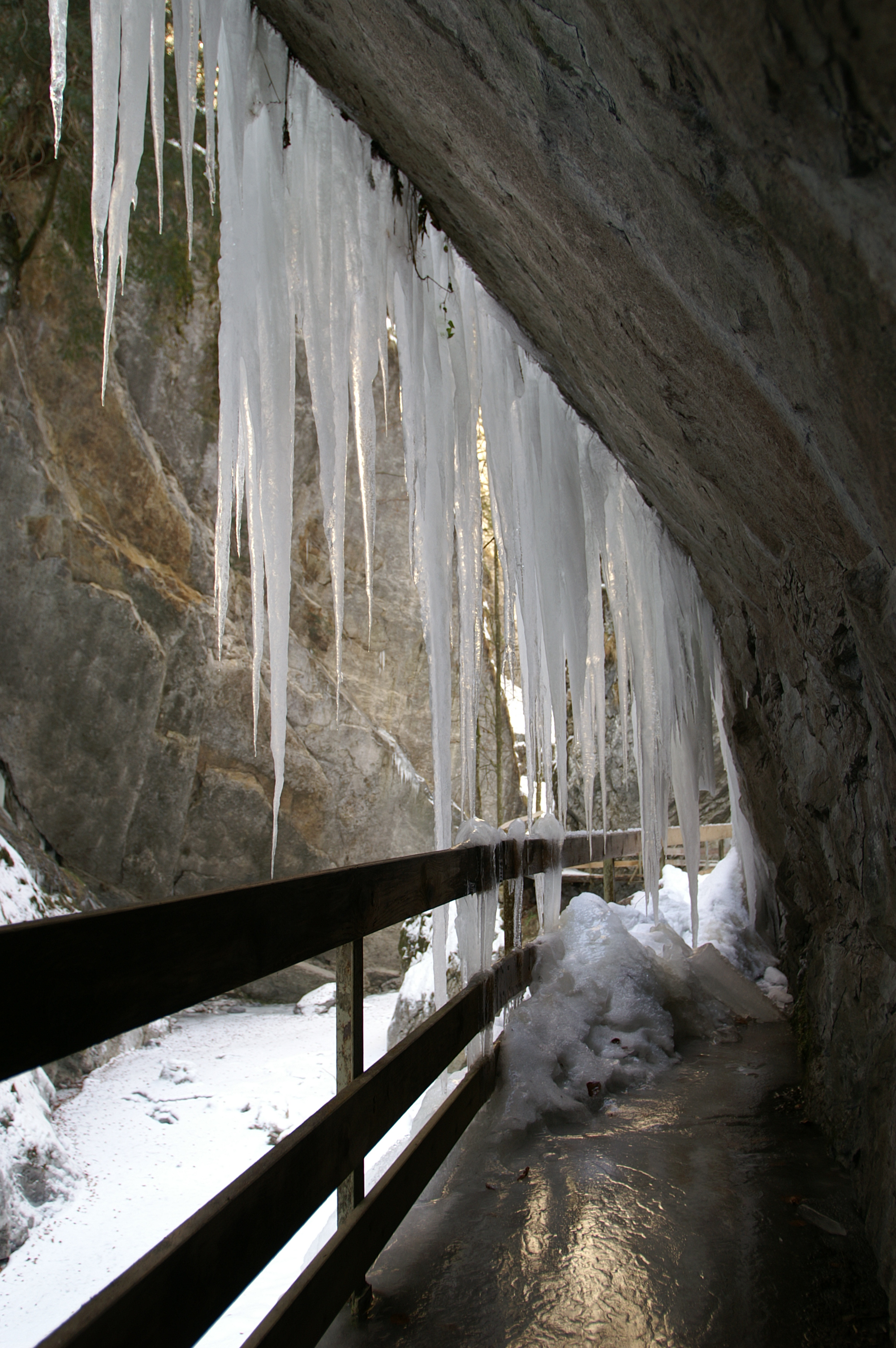
Stalattiti di ghiaccio, formatesi dalla solidificazione dell'acqua.

Si definisce solidificazione (o congelamento) la transizione di fase determinata dal passaggio di una sostanza dallo stato liquido allo stato solido. La IUPAC adotta ufficialmente il termine inglese "solidification" anche per indicare il passaggio di stato tra la fase gassosa e quella solida (che viene comunemente chiamato "desublimazione" o "sublimazione inversa", essendo il processo inverso della sublimazione, o brinamento), mentre il termine "freezing" viene riferito solo al passaggio di stato tra la fase liquida alla fase solida.

## Descrizione

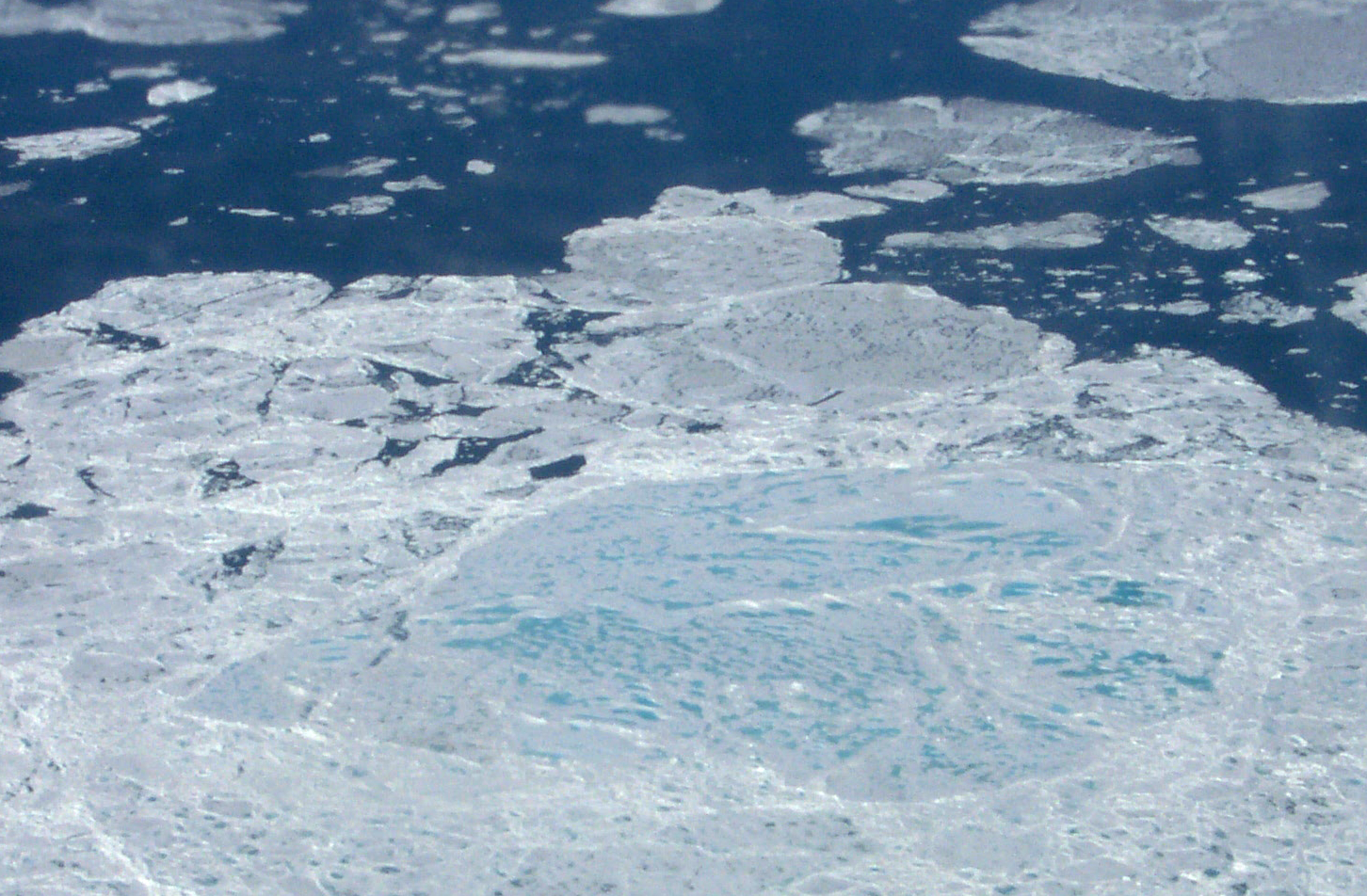
Esempi di solidificazione sono il congelamento dell'acqua ai poli e nei ghiacciai.

Generalmente la solidificazione avviene quando la temperatura scende al di sotto di una temperatura caratteristica, che varia da sostanza a sostanza, detta temperatura di fusione, in quanto coincide con la temperatura a cui avviene il fenomeno inverso della solidificazione ovvero la fusione. In alcune circostanze, è possibile raffreddare un liquido a una temperatura inferiore, senza provocarne la solidificazione: tale fenomeno è noto con il nome di "sopraffusione".
La solidificazione si può ottenere anche per variazione di pressione, o per una combinazione della variazione di pressione con il raffreddamento. Nel caso in cui il processo di solidificazione porti alla formazione di una struttura cristallina, si parla in particolare di cristallizzazione. In generale, comunque, la solidificazione può portare alla formazione di un solido amorfo (se la velocità di raffreddamento è elevata), un solido cristallino (se la velocità di raffreddamento è bassa) oppure di un solido avente zone di diversa cristallinità (quest'ultimo caso è comune nei polimeri).

### Solidificazione dell'acqua
In natura ingenti quantità di acqua solida si trovano nei ghiacciai. L'acqua può inoltre solidificare durante le precipitazioni, sotto forma di neve o grandine.
L'acqua solidificata è sempre costituita a livello microscopico dal ghiaccio, che è un solido cristallino, il quale può presentarsi in 15 differenti forme allotropiche, tra cui il ghiaccio Ih, che presenta struttura cristallina esagonale, e il ghiaccio Ic, che presenta struttura cristallina cubica.
Il punto di solidificazione dell'acqua pura alla pressione di 1 atmosfera è pari a 0 °C, ma tale temperatura è in genere poco più bassa a causa dei sali naturalmente disciolti nell'acqua (si parla a tale proposito di abbassamento crioscopico). Inoltre l'acqua può solidificare a temperature inferiori al suo punto di fusione per il processo detto sopraffusione.

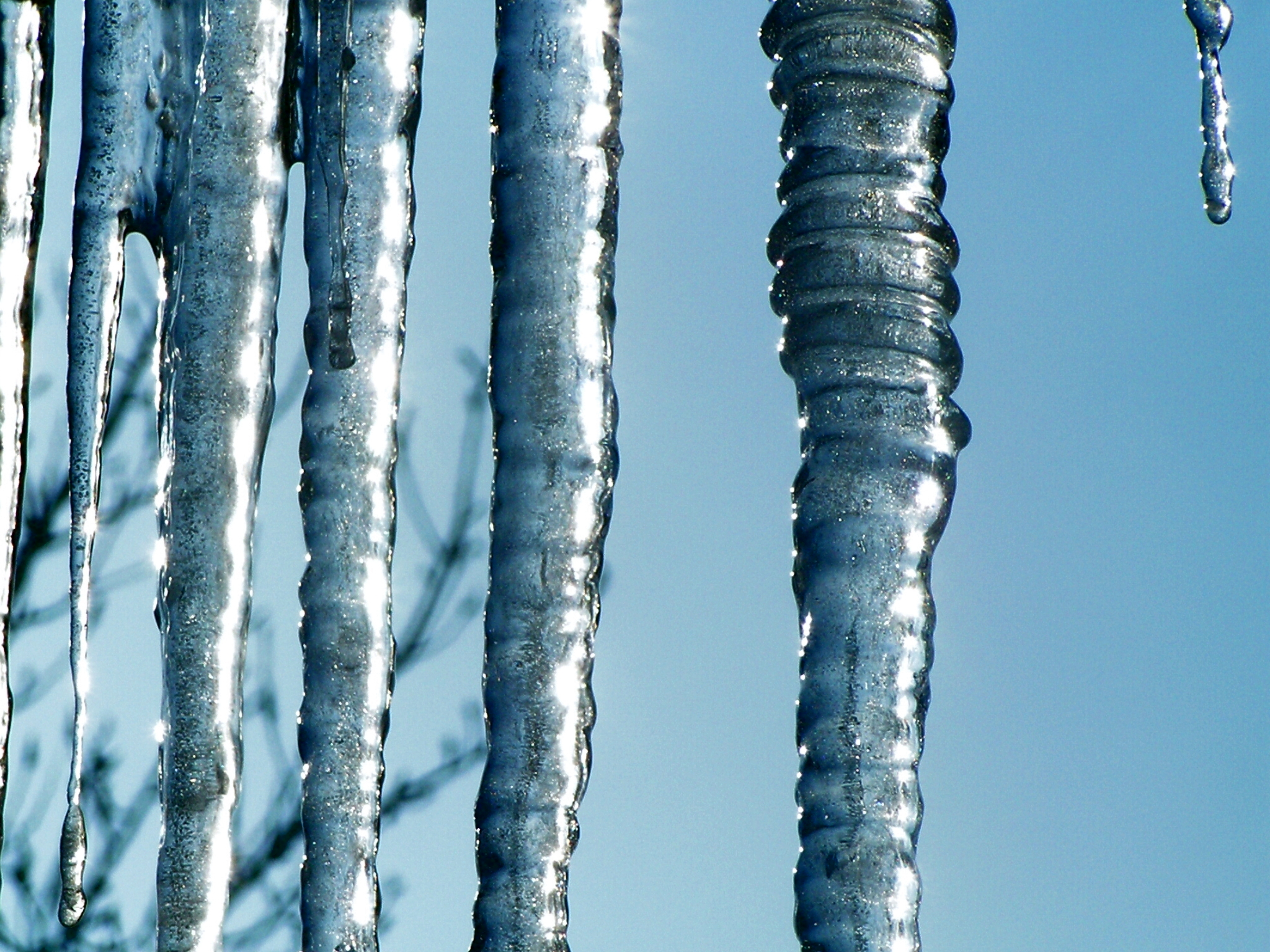
Ghiaccio
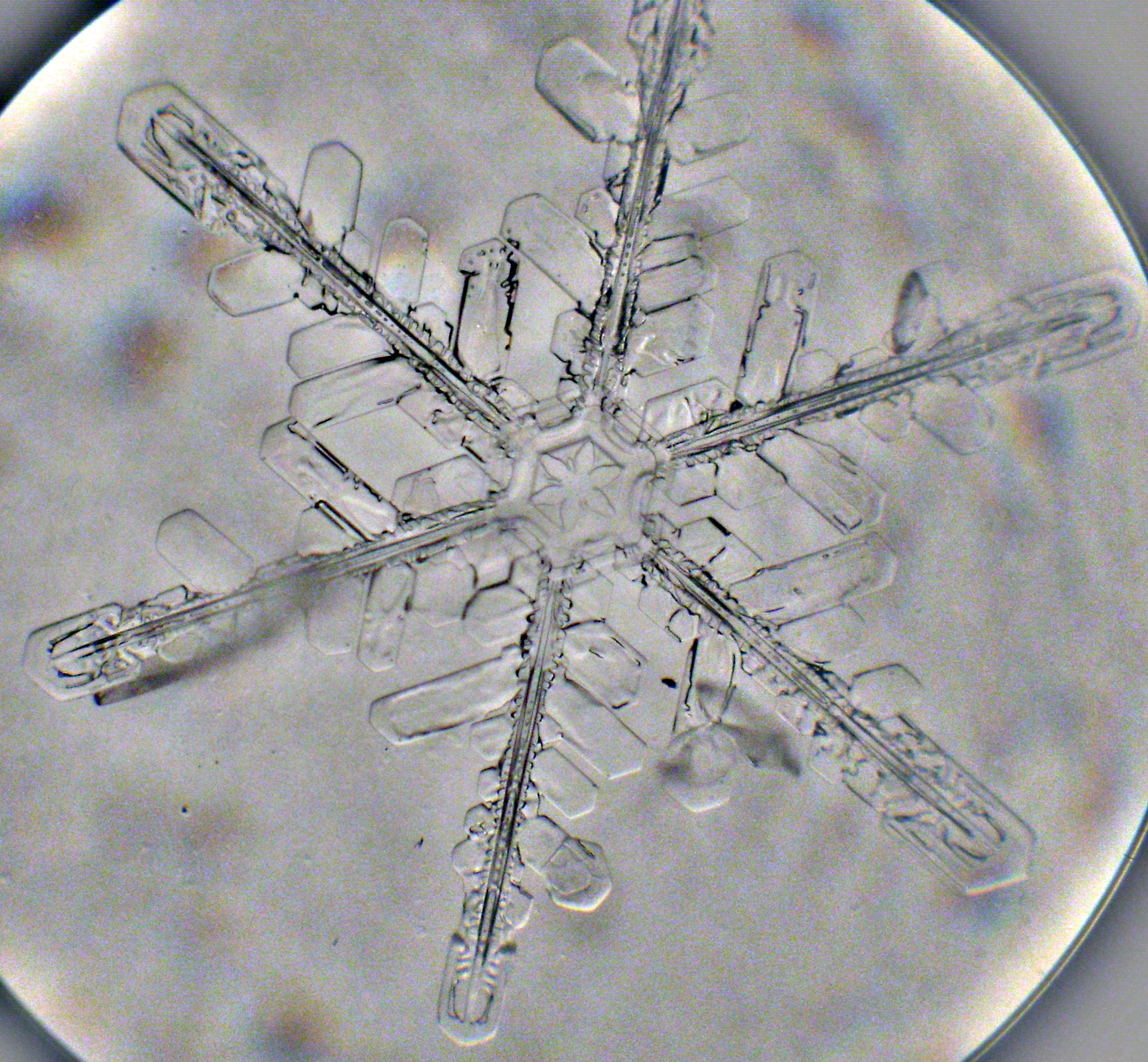
Un cristallo di neve al microscopio ottico
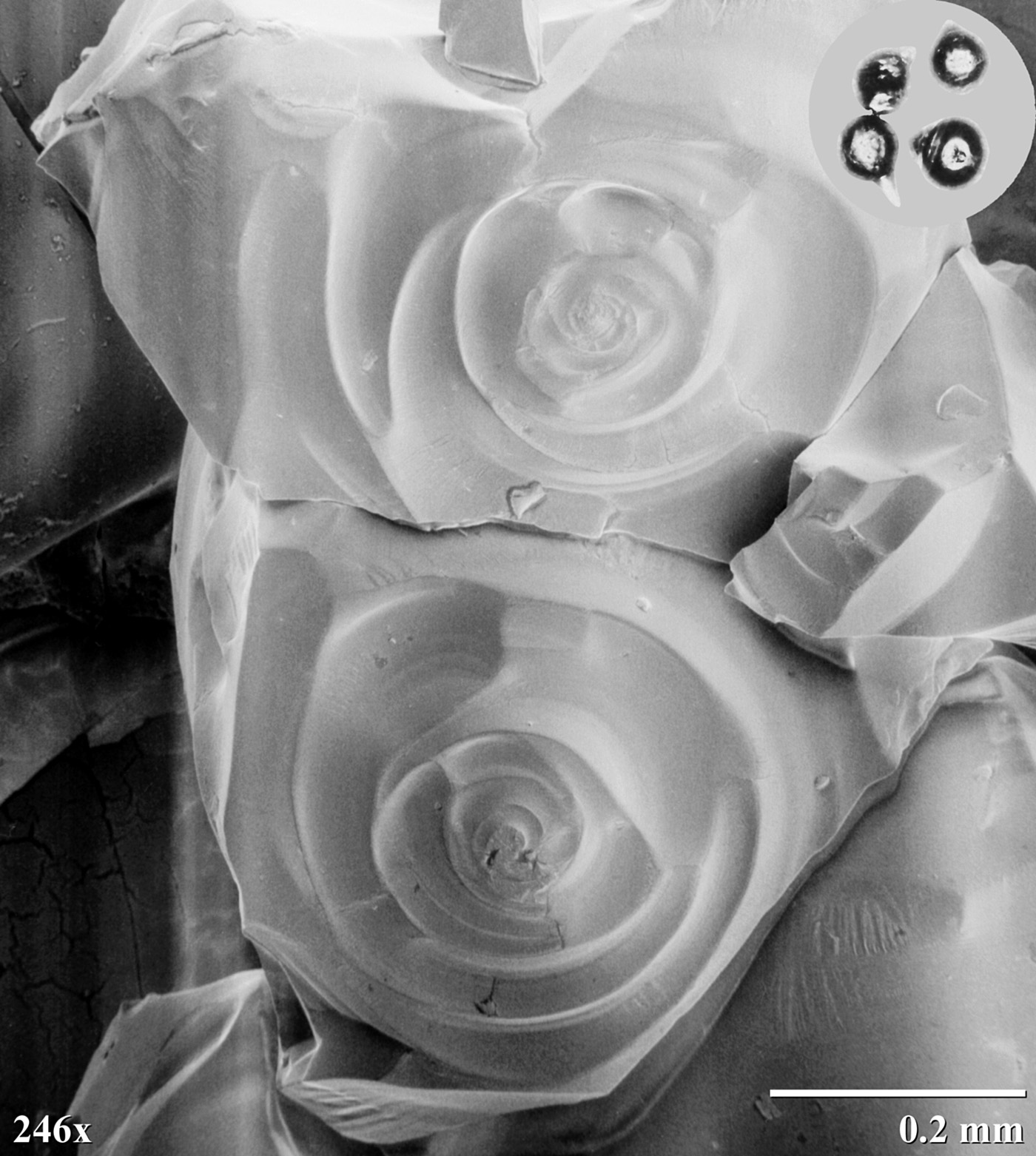
Grandine al microscopio

### Solidificazione dei metalli

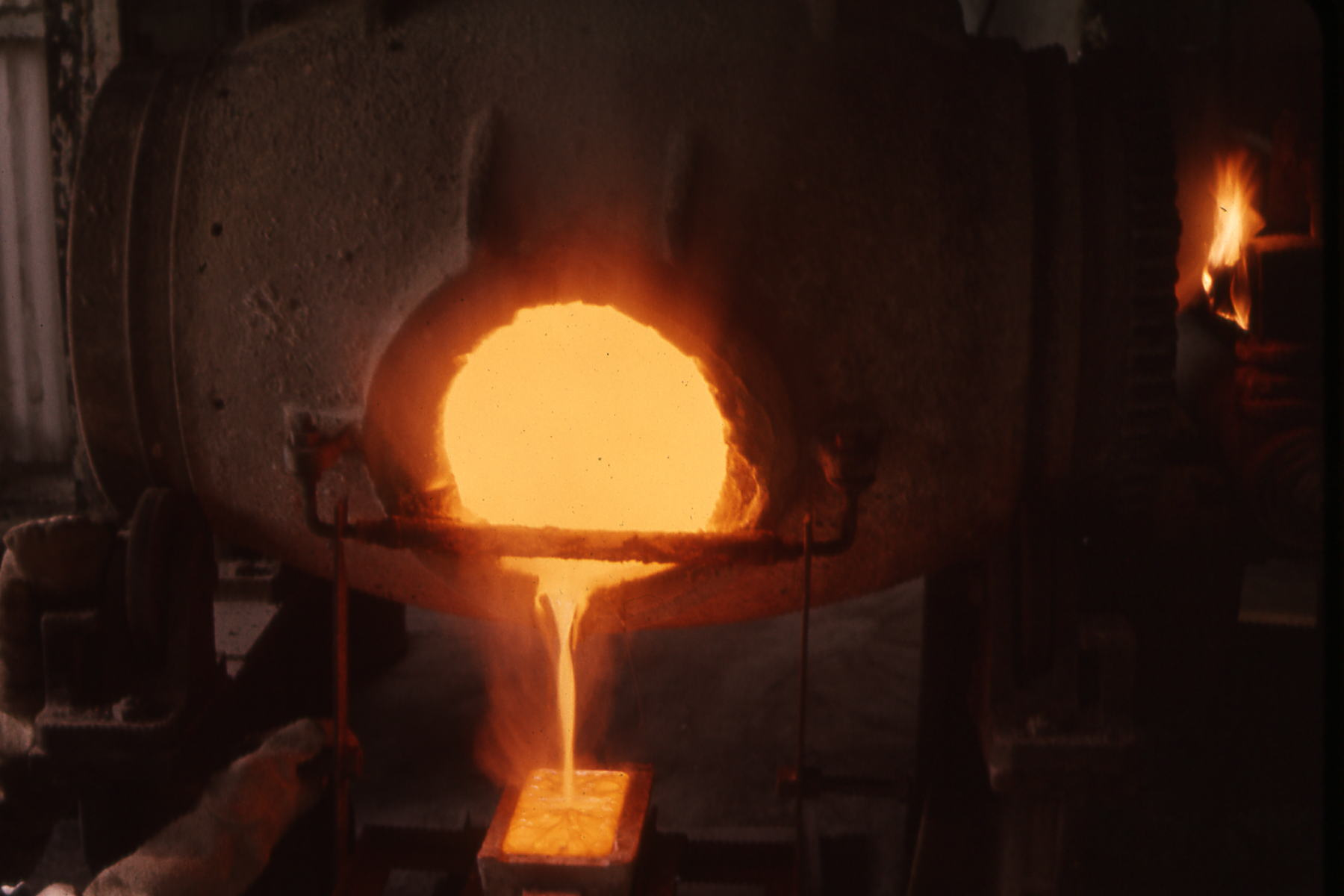
Oro fuso in uno stampo, dove ha luogo il processo di solidificazione sotto forma di lingotto

Alla pressione atmosferica, i metalli e le loro leghe presentano in genere temperature di fusione molto elevate: ad esempio la temperatura di fusione dell'oro è di 1064 °C, mentre la temperatura di fusione dell'acciaio è intorno a 1370÷1530 °C; un'eccezione è rappresentata dal mercurio, che presenta una temperatura di fusione prossima a -39 °C.

Per tale motivo, quasi tutti i metalli si trovano in natura allo stato solido, per cui il processo di solidificazione dei metalli avviene in genere nell'industria metallurgica, in cui i metalli vengono anzitutto solidificati sotto forma di lingotti o di semilavorati.

### Solidificazione della lava

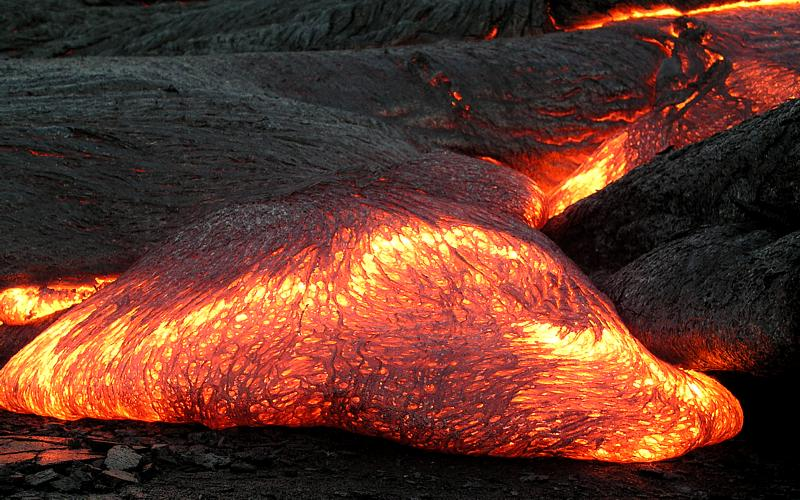
Solidificazione della lava

I materiali mobilizzati durante l'attività eruttiva possono raffreddare in tempi brevi oppure lunghissimi; per i materiali che vengono eruttati sul fondo oceanico si hanno condizioni di maggiore rapidità. Si passa quindi dai pochi minuti delle eruzioni subacquee, ai mesi forse anni dei batoliti.
Indipendentemente dal tempo necessario, il magma in risalita si raffredda gradualmente. Prima solidificano i minerali a più elevata temperatura di cristallizzazione; le parti solide, più pesanti, affondano nel magma, mentre le sostanze volatili, leggere, si accumulano nella parte alta della camera magmatica fino a quando la pressione raggiunge valori tali da determinare l'eruzione. Le modalità dell'eruzione dipendono dalla diversa viscosità del magma e dall'abbondanza di vapore acqueo.
Il petrografo americano Bowen, studiando in laboratorio il fenomeno del raffreddamento, osserva due serie di reazioni possibili, indipendenti l'una dall'altra tranne che alle basse temperature.
Nella prima serie, detta discontinua, si formano minerali ricchi di ferro e magnesio (olivine, pirosseni, anfiboli, ecc.) e ciascun gradino della serie è distinto dall'altro; nella serie continua (quella dei plagioclasi), si osserva una transizione graduale da minerali più ricchi in calcio a minerali più ricchi in sodio e potassio, con formazione di tutte le miscele intermedie.
I minerali che solidificano per primi e formano cristalli ben conformati e di grandi dimensioni sono detti idiomorfi, quelli che cristallizzano per ultimi occupano gli interstizi disponibili e hanno dimensioni ridotte e forme irregolari.
L'emissione di gas e vapori sono determinanti per la cristallizzazione di minerali basso fondenti come lo zolfo. In questi casi i minerali si formano per sublimazione, cioè per passaggio diretto dallo stato gassoso a quello solido.
Più importanti sono i processi connessi con la solidificazione del magma. Nel complesso il magma può essere considerato una massa fusa naturale, di origine profonda, costituita da materiali liquidi, solidi e gassosi, allo stato di soluzione viscosa e a composizione prevalentemente silicatica.
Mentre sale in superficie, esso incontra condizioni chimico-fisiche diverse che determinano il passaggio dei componenti dallo stato liquido a quello solido; tale passaggio avviene in tempi e temperature diverse. Il magma cambia composizione e alla fine è più ricco in componenti gassose che possono cristallizzare per sublimazione.